# Normethadone
Normethadone (INN, BAN; thương hiệu Cophylac, Dacartil, Eucopon, Mepidon, Noramidone, Normedon, và những người khác), còn được gọi là desmethylmethadone hoặc phenyldimazone, là một tác nhân opioid giảm đau và chống ho tổng hợp. Normethadone được liệt kê theo Công ước duy nhất về Ma túy 1961 và là chất được kiểm soát ma túy theo lịch trình I tại Hoa Kỳ, với DEA ACSCN là 9635 và hạn ngạch sản xuất hàng năm là 2 gram. Các muối được sử dụng là những hydrobromide (tỷ lệ chuyển đổi cơ sở miễn phí 0,785), hydrochloride (0,890), methyliodide (0,675), oxalat (0,766), picrat (0,563), và 2,6-ditertbutylnapthalindisulphonate (0,480) 